# Antônio Vale Caldre Fião
Antônio Vale Caldre Fião (Porto Alegre, 15 de octubre de 1821 - Porto Alegre, 30 de marzo de 1876) fue un escritor, periodista, político, médico y profesor brasileño. Es considerado el patriarca de la literatura gaúcha.